# Allonychus reisi
Allonychus reisi är en spindeldjursart som beskrevs av Adilson D. Paschoal 1970. Allonychus reisi ingår i släktet Allonychus och familjen Tetranychidae. Inga underarter finns listade i Catalogue of Life.